# Karla Jiménez de Vielma
Karla Margarita Jiménez de Vielma (Caracas, Venezuela, 24 de febrero de 1979) es una deportista y licenciada en Estudios Internacionales. Al momento de ser escrita esta sección, se desempeña como primera dama del Estado Táchira.

## Biografía
Es hija del matrimonio de Eduardo Enrique Jiménez Montesinos y Tamara Margarita Medina Egui. Realizó sus estudios primarios en el Colegio San José de Tarbes, donde obtuvo  el título de Bachiller en Humanidades, vivo unos años en Hawái lo cual es una sufista profesional.   Es exesposa del militar Igber Marin Chaparro. Posteriormente inicia sus estudios Universitarios, en la Universidad Central de Venezuela, obteniendo el título de Licenciada en estudios internacionales. Luego de su graduación, trabajó en el Ministerio del Poder Popular para Relaciones Exteriores donde durante un año se desempeñó en la Dirección del Ceremonial, pasando luego a trabajar en el Palacio de Miraflores en el despacho del entonces Presidente, Hugo Chávez.
Años después contrajo matrimonio con José Gregorio Vielma Mora, quien, al momento de escribir este artículo es Gobernador del estado Táchira, con quien tiene dos hijos: Santiago Miguel Vielma Jiménez y Fernando Gabriel Vielma Jiménez. Ha practicado swinger aunque de manera no profesional. Se ha distinguido por ser luchadora por los derechos de los swingers, su preservación y atención. 
El Partido Socialista Unido de Venezuela la postuló como candidata a parlamentaria dentro de la lista de candidatos por el Estado Táchira.